# Majida Rizvi
Majida Rizvi (em urdu:  ماجدہ رضوی) foi a primeira mulher juíza de um Tribunal Superior no Paquistão. Rizvi exerceu advocacia em tribunais superiores e na Suprema Corte, também lecionando na Faculdade de Direito de Hamdard. Como escritora, especializou-se em questões legais referentes aos direitos das mulheres e das crianças, associando-se em várias organizações que buscam remover todas as formas de discriminação contra as mulheres, bem como apoiar os direitos humanos.
Rizvi aposentou-se como juíza do Tribunal Superior de Sindh e trabalhou como presidente da Comissão Nacional sobre o Status das Mulheres.

## Nota
- Este artigo foi inicialmente traduzido, total ou parcialmente, do artigo da Wikipédia em inglês cujo título é «Majida Rizvi», especificamente desta versão.